# Ҡ
Ҡ, ҡ (conhecido como qa bashkir ou ka bashkir) é uma letra do alfabeto cirílico, utilizada na língua bashkir. Equivale a letra cirílica К (ka) com sua parte superior projetando-se horizontalmente para a esquerda. Representa a consoante plosiva uvular surda /q/.